# Aphonopelma pedatum
Aphonopelma pedatum là một loài nhện trong họ Theraphosidae.
Loài này thuộc chi Aphonopelma. Aphonopelma pedatum được Embrik Strand miêu tả năm 1907.